# Leptostegna asiatica
Leptostegna asiatica là một loài bướm đêm trong họ Geometridae.